# Sébastien Le Délézir
 (octobre 2016).
Sébastien Le Délézir, né le 15 avril 1971, est un journaliste et scénariste de séries télévisées français.

## Biographie
Après un cursus littéraire au lycée Henri-IV et des études de droit à l'université Paris II Panthéon-Assas, il exerce le métier de journaliste (Sport Auto, VSD) et de chroniqueur radio (dans l'émission Médiaboliques sur France Inter). Il se forme ensuite au Conservatoire européen d'écriture audiovisuelle, et devient scénariste.
Avec Manon Dillys, il crée Emma, une série policière d'anticipation réalisée par Alfred Lot avec Solène Hébert et Patrick Ridremont, diffusée sur TF1 le 6 octobre  2016. Avec Aurélie Belko, il crée Grand Hôtel, une série télévisée dramatique française diffusée entre le 3 septembre 2020 et le 24 septembre 2020 sur TF1.

## Filmographie

### Scénariste
Sauf indication contraire, les informations mentionnées dans cette section peuvent être confirmées par la base de données cinématographiques IMDb,  présente dans la section « Liens externes ».
- 2020 : Grand Hôtel
- 2019 : Les Ombres rouges
- 2017 : Meurtres à Dunkerque
- 2016 : Emma
- 2015 : Candice Renoir, saison 3, épisode 25
- 2015 : Doc Martin, saison 4, épisode 4
- 2006-2007 : Plus belle la vie

## Édition
- 2014 : Je voudrais vous parler d'amour et de sexe, Michel Lafon[2]